# Karitsa (Rakvere)
Karitsa  est un village estonien appartenant à la commune de Rakvere dans le Virumaa occidental. Sa population est de 127 habitants(1.1.2010). 